# Алано (Салерно)
Алано (итал. Alano) је насеље у Италији у округу Салерно, региону Кампанија.
Према процени из 2011. у насељу је живело 594 становника. Насеље се налази на надморској висини од 41 м.